# Jonathan Tisdall
'Jonathan D. Tisdall, noto anche come Jon Tisdall' (Buffalo, 26 agosto 1958), è uno scacchista e giornalista norvegese.
Nato negli Stati Uniti padre irlandese e madre giapponese, si trasferì poi in Irlanda e in seguito in Norvegia. Ottenne il titolo di Grande Maestro nel 1993.
Tre volte vincitore del campionato norvegese (1987, 1991 e 1995).
Dal 1988 al 1996 ha partecipato con la nazionale norvegese quattro olimpiadi degli scacchi, ottenendo complessivamente il 53,2% dei punti.
Di professione giornalista, ha scritto articoli per The Spectator, The Economist e per la versione online in inglese del giornale Aftenposten. Lavora anche come reporter di eventi scacchistici per l'agenzia Reuters.
Recentemente si è interessato alla variante giapponese degli scacchi, lo shōgi.
Ha scritto due libri di scacchi:
- Improve Your Chess Now, Everyman Chess, 1997 – ISBN 1-85744-156-7
- Five Crowns (con Yasser Seirawan), International Chess Enterprises, 1997 – ISBN 978-1879479029